# 유엔 안전 보장 이사회 결의 제2720호
유엔 안전보장이사회 결의안 2720호는 2023년 12월 22일 채택된 것으로, 연료, 식량, 의료품 제공을 포함하여 2023년 가자지구의 인도적 위기에 대한 지원 확대를 촉구하였다. 케렘 샬롬 국경 검문소를 포함한 모든 가자 국경 검문소를 인도적 지원 위해 개방할 것을 명시하였고 가자지구의 고위 인도적 재건 조정자를 즉시 임명할 것을 제안하였다. 13개 이사국이 찬성표를, 러시아와 미국이 기권표를 던졌다.

## 배경
가자 지구는 2005년 가자 지구 봉쇄 이래 인도주의적 위기를 겪고 있었으며 이스라엘-하마스 전쟁으로 인해 그 양상이 더욱 심화된 상태였다. 전쟁 발발 당시 이스라엘의 가자 지구 봉쇄로 연료, 식량, 의약품, 물 등 필수 의료품의 부족 상황이 빚어졌다. 또힌 전기 공급량이 90%나 감소하여 병원의 전력 공급과 하수 처리 시설에 중대한 문제가 발생하며 식수를 공급하는 해수담수화 시설이 폐쇄되었다. 질병도 가자지구 전역으로 널리 퍼졌다.
이스라엘 공습에 의한 집중 포격으로 가자지구의 기반 시설이 파괴되어 위기가 더욱 심화되었다. 가자 보건부는 전쟁 첫 달에 4,000명이 넘는 어린이가 사망했다고 밝혔다. 안토니우 구테흐스 유엔 사무총장은 가자 지구가 "어린이들의 묘지가 됐다"고 말했다.

## 절차
2023년 11월 15일 유엔 안전 보장 이사회 결의 제2712호가 채택되어 전투의 인도적 중단을 촉구하였다. 24일부터 30일까지 휴전이 발효되었다.
유엔 총회는 2023년 12월 12일 찬성 153표, 기권 23표, 반대 10표로 즉각 휴전을 반복 촉구하는 비구속적 결의안인 유엔 총회 결의안 ES-10/21을 통과시켰다.
아랍에미리트가 제안한 결의안 2720호는 본래 12월 18일 월요일 표결에 부쳐질 예정이었으나, 대미(對美) 협상을 통해 미국측이 해당 결의안에 거부권을 행사하지 않도록 설득하기 위해 여러 차례 연기되었다. 지연 이유는 미국 국무부와 백악관 간의 의견 차이 때문인 것으로 전해졌다.
미국은 원조 제공을 위한 유엔 감시 메커니즘 제안에 대해 유보적인 입장을 표명하였지만, 영국은 이 결의안을 지지하였다.
러시아의 수정안은 "적대 행위의 긴급 중단"을 촉구한 기존 결의안 초안을 복원하는 것이었는데 찬성 10표, 기권 4표를 받았으나 미국이 거부권을 행사하였다.

## 투표 기록
유엔 안전 보장 이사회 상임 이사국은 굵게 표시함.
| 찬성 (13개국) | 기권 (2개국)    | 반대 (0개국) |
| --- | --------------- | ------------ |
| - 알바니아 - 브라질 - 중국 - 에콰도르 - 프랑스 - 가봉 - 가나 - 일본 - 몰타 - 모잠비크 - 스위스 - 아랍에미리트 - 영국 | - 러시아 - 미국 |              |

## 반응
2024년 3월 팔레스타인 외무부는 "안보리가 결의안 2720호를 이행하지 못하고 가자지구 민간인에게 지속적으로 인도적 및 의료적 지원이 제공되도록 보장하지 못한 것은 어떠한 정당성도 없다"고 비판하였다.

## 같이 보기
- 유엔 안전 보장 이사회 결의 2701 ~ 2800호 목록
- 유엔 안전 보장 이사회 결의 제2712호
- 유엔 안전 보장 이사회 결의 제1701호